# واژسکی
واژسکی (به لاتین: Vazhsky) یک منطقهٔ مسکونی در روسیه است که در استان آرخانگلسک واقع شده‌است.